# 村山等安
村山 等安（むらやま とうあん、生年不詳 - 元和5年10月26日（1619年12月1日））は、安土桃山時代から江戸時代初期にかけての人物。長崎で代官を務めた。文献によっては「東安」「東庵」「等庵」「当安」とも記されている。

## 生涯
等安の出自は、尾張国（現・愛知県清須市）出身の他に、安芸出身とも博多出身ともいわれているが明らかではなく、生年も不明である。
天正年間（1573 - 1592年）に長崎に流れ着き、金屋町に住んだ。才知に長け、弁舌さわやかで、ポルトガル語にも幾らか通じていたという。長崎町衆の1人として朱印船貿易商となって、豪商の末次興善（末次平蔵の父）たちの助けを受け、当時珍重された呂宋壺（ルソン島で焼かれた陶器。茶器として珍重された）の取引で資産を得た。また、イエズス会士により洗礼を受けアントン（Antaô、または Antonio アントニオ）と称した。
文禄元年（1592年）、豊臣氏による文禄の役の際に、肥前国松浦郡の名護屋城に在陣していた豊臣秀吉に謁見し、長崎の地子銀25貫を納めさせる代わりに、御免地（地子御免除の特別地域）以外の直轄地を預かる長崎代官になりたいと願い、許可された。さらに秀吉は、彼の洗礼名アントンを元にした「等安」という名を与え、以後この名に改めるように命じた。秀吉の死後も、外町（御免地を「内町」と呼び、それ以外の地を「外町」と称した）を村山が代官として支配していた。
慶長9年（1604年）の正月にイエズス会のジョアン・ロドリゲス神父とともに伏見で徳川家康に謁見し、引き続き長崎の代官となることを追認された。その後、呂宋壺の他に生糸・印子・金・鉛・水銀などの貿易を行い、薩摩藩や佐賀藩に融資するほどの金を蓄えた。また、元和2年（1616年）には台湾（高砂国）征討のため、次男・村山秋安を司令官とする13隻の船団を台湾に派遣したが、これは暴風のため失敗に終わった。一方で、アビラ・ヒロンの『日本王国記』によると、等安は多くの妾を持ち、そのため妻子と不和に陥り、また多くの人々を殺害した。その際は江戸幕府長崎奉行・長谷川藤広のとりなしで、かろうじて息子らと和解したという。
しかし、長崎の指導者層である頭人のグループや新興商人らと衝突することとなった。等安は長崎の外町に影響力を持つスペイン系の托鉢修道会に近付いた一方、末次平蔵たちはポルトガル系のイエズス会が占める内町を勢力の基盤とし、両者の対立は内町対外町、イエズス会対托鉢修道会、ポルトガル対スペインの権力争いでもあった。元和4年（1618年）の末次平蔵の訴えにより、キリシタンを擁護したことと、徳川氏が敵対していた大坂の豊臣氏と通じたという嫌疑で、元和5年（1619年）10月26日に江戸で斬首、一族も長崎で処刑された。彼の死後、長崎の代官業務は末次平蔵政直が継いだ。
大坂方と通じた嫌疑とは、大坂夏の陣の時、等安が息子の1人に浪人を添えて大坂城に石火矢や玉薬を運び込ませたこと、またキリシタンでドミニコ会系の司祭であった三男フランシスコ等安が流罪になったのを、密かに長崎港外の高鉾島で下船させ、豊臣方として加勢に送りこんだというものであった。これを平蔵政直に伝えたのは等安の料理人の三九郎という者で、自分の娘が等安に手打ちにされたのを恨み、政直に告げたのだという。